# Kopanino (Koejavië-Pommeren)
Kopanino is een dorp in het Poolse woiwodschap Koejavië-Pommeren, in het district Toruński. De plaats maakt deel uit van de gemeente Lubicz.